# Ye Jianying
Ye Jianying, (葉劍英; Yè jiànyīng) född 28 april 1897 i Mei i Guangdong, död 22 oktober 1986, var en kinesisk politiker och marskalk i Folkets befrielsearmé.

## Biografi
Ye Jianying föddes i en förmögen köpmannafamilj. Efter examen från Yunnan Militärakademi 1919 anslöt han sig till Sun Yat-sen och Kuomintang (KMT). Han undervisade vid Whampoas militärakademi och 1927 anslöt han sig till det kinesiska kommunistpartiet.
Samma år deltog han i det misslyckade nanchangupproret och tvingades fly till Hongkong med två andra upprorsledare, Zhou Enlai och Ye Ting (oberoende av Ye Jianying), med endast ett par handeldvapen till förfogande. Strax efter att han utfört sina tilldelade uppgifter under Guangzhouupproret, trots att han hade varit motståndare till det, misslyckande han återigen och var på nytt tvungen att fly till Hongkong, nu med Ye Ting och Nie Rongzhen. Men Ye hade mer tur än Ye Ting, som gjordes till syndabock för Kominterns misslyckanden och tvingades i exil. Ye klandrades inte och började därefter att studera militärvetenskap i Moskva.
Efter återkomsten till Kina 1932 blev han medlem i Jiangxis sovjet, och blev stabschef av Zhang Guotaos fjärde Frontarmén. Men efter att Zhangs kämpar mött upp med Mao Zedongs styrkor under den långa marschen, blev de två ledarna oense om den fortsatta rörelsen av kinesiska Röda armén.
Under dessas oenighet, följde Ye - trots att han var Zhang stabschef - parallellt med Mao och i stället för att stödja Zhang villkorslöst, som han hade gjort under Guangzhouupproret, avvek han till Maos högkvarter med Zhangs kodböcker och kartor. Som resultat klipptes Zhangs kommunikation med Komintern av, medan Mao kunde etablera en radiolänk, vilket ledde till Kominterns godtagande av Maos ledning i Kinas kommunistiska parti.
Efter etableringen av Folkrepubliken Kina var Ye som ansvarig för Guangdong, vilket skulle kosta honom hans politiska karriär under Maos styre. Ye förstod att de ekonomiska villkoren i Kanton var mycket annorlunda än i resten av Kina, eftersom de flesta kantonesiska markägarna var bönder som själva deltog i produktionen utan att utnyttja sina arrendatorer. Han avböjde därför att fördriva godsägarna, och skyddade i stället deras företag och mark. Men Yes politik motsade de allmänna riktlinjer för partiets landreformen, som betonade klasskampen. Hans politik ansågs alltför mjuk, varför Ye och hans lokala kadrer snart kom att ersättas med Lin Biaos, och en mycket hårdare politik genomfördes, med Ye politiska karriär över.
Men Mao glömde inte vad Ye gjort för honom under den långa marschen, och flyttade därför bort honom bara från politiska poster samtidigt som han fick ha kvar sina militära positioner. Som resultat förblev Ye aktiv i olika militära funktioner fram till 1968, efter att ha befordrats till marskalk 1955.
Efter att Lin Biao störtades 1971, växte Yes inflytande, och 1975 utsågs han till försvarsminister efter Lin Biao. Från 1973 var han också vice ordförande i centralkommittén i kommunistpartiet i Kina.